# Yamaha FZ8
La Yamaha FZ8 è una motocicletta di tipo naked con motore a quattro cilindri in linea da 779 cm³, un telaio in lega di alluminio e una forcella a steli rovesciati, prodotta dalla casa motociclistica giapponese Yamaha dal 2010 al 2016.

## Profilo e descrizione

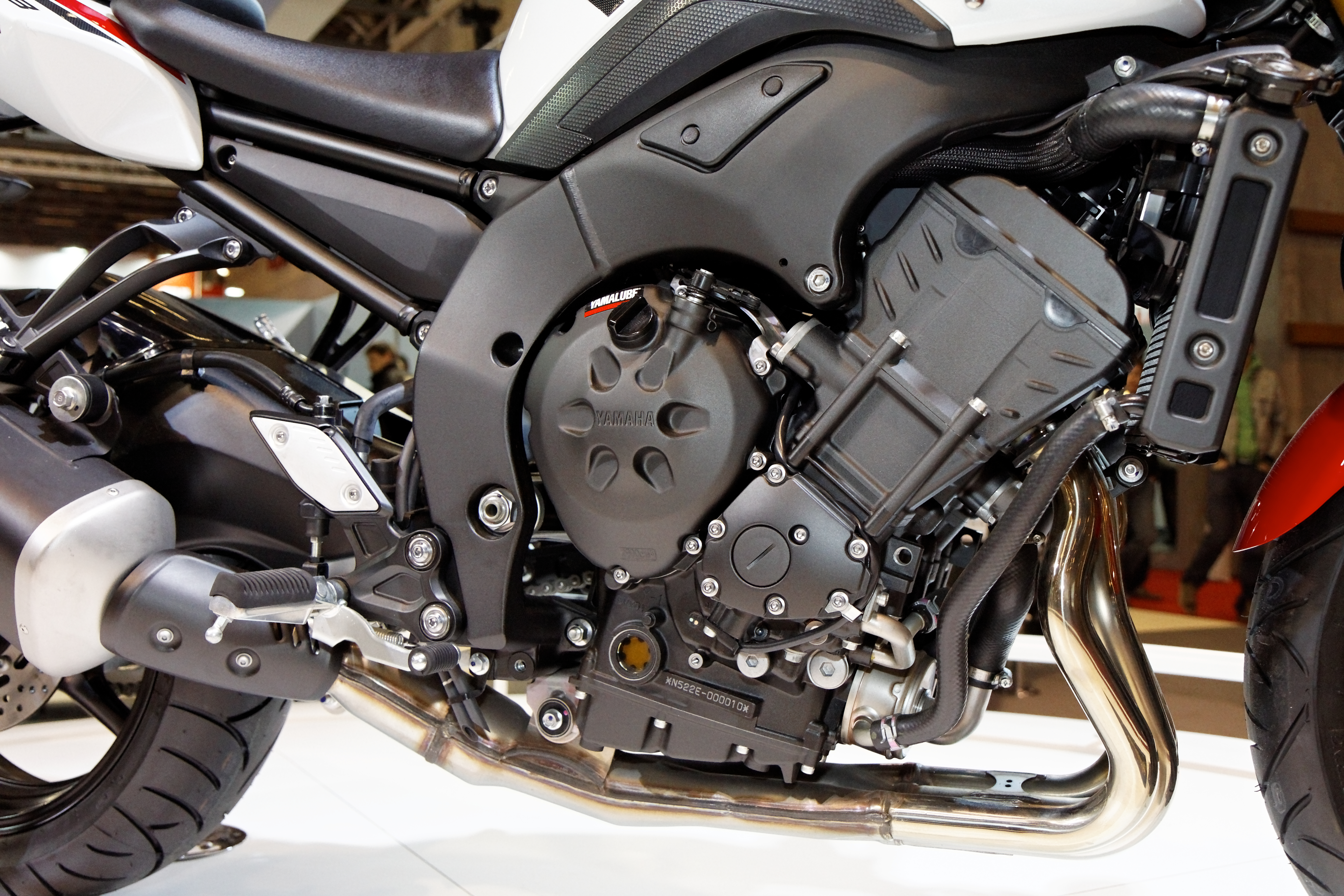
Dettaglio motore

La motocicletta era disponibile in due versioni: standard naked chiamata FZ8 o in versione sport turismo con una carenatura parziale denominata Fazer 8. L'FZ8 andava a sostituire la precedente FZ6 e con una potenza di 78 kW (106 CV), andava a fare concorrenza ad altre naked di media cilindrata come le Aprilia SL 750 Shiver, BMW F800 R, Kawasaki Z 750, Suzuki GSR 750 e Triumph Street Triple.
Presentata nel 2010 insieme alla Yamaha XT1200Z Super Ténéré, monta una forcella a steli rovesciati da 43 e doppi dischi anteriori da 310 mmm.
Il motore è una versione con cilindrata ridotta derivata dalla più grande FZ1, avente la medesima corsa di 53,6 mm, ma a cui è stata ridotta per mezzo di un pistone con alesaggio più piccolo da 68,0 mm la cubatura. Altri interventi sono stati apportati alleggerendo l'albero motore e adottando una testata con solo quattro valvole per cilindro anziché 5. Ciò ha ridotto la potenza da 150 a 106 CV e la velocità massima a 218 km/h.
Anche il telaio e il forcellone in alluminio sono strettamente derivati dalla FZ1, ma con la differenza che gli elementi a molla sono completamente regolabili sull'FZ1, mentre sull'FZ 8 è possibile regolare solo la base del montante della molla. Nel 2013 la moto ha subìto una serie di aggiornamenti nella parte ciclistica, con nuove sospensioni che sono state semplificate e un nuovo silenziatore. Anche l'estetica è cambiata, poiché ci sono nuovi indicatori di direzione e una sella con un nuovo rivestimento antiscivolo.